# Difuzor

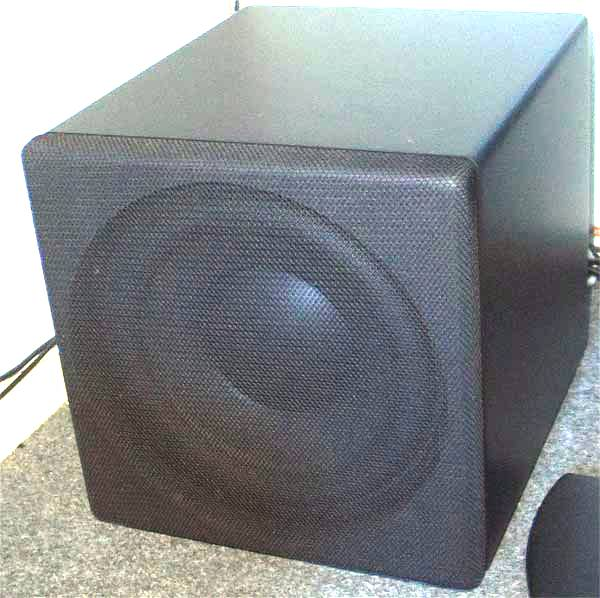
Difuzor în cutie de rezonanță (boxă)

Difuzorul este un traductor electroacustic care transformă semnalele audio electrice în vibrații pe care le percepem ca sunete. Această transformare se face prin mai multe sisteme și anume : electromagnetic, electrodinamic, piezoelectric și electrostatic.
Constructiv, difuzorul are o parte fixă, carcasa, care susține partea mobilă. Descriu mai jos cum funcționează fiecare sistem de difuzor.
Difuzorul bazat pe sistemul electromagnetic este o construcție simplă care se bazează pe acțiunea câmpului magnetic alternativ. Se compune dintr-un magnet permanent care între cei doi poli are montată o bobină prin care circulă un curent de audiofrecvență emis de amplificator. Prin mijlocul bobine se găsește montată, circulând liber, o lamelă elastică de oțel care la un capăt este cuplată de o membrană în formă de pâlnie (poate pentru anumite cerințe să fie și plană). Datorită curentului de audiofrecvență și sub acțiunea câmpului magnetic alternativ, lamela vibrează antrenând membrana difuzorului emițând sunete. Cu toate că acest tip de difuzor are o sensibilitate bună, caracteristica de redare a frecvențelor este foarte proastă și cu distorsiuni mari. Nu se mai folosește, el a fost difuzorul începuturilor.

## Sistemul electrodinamic

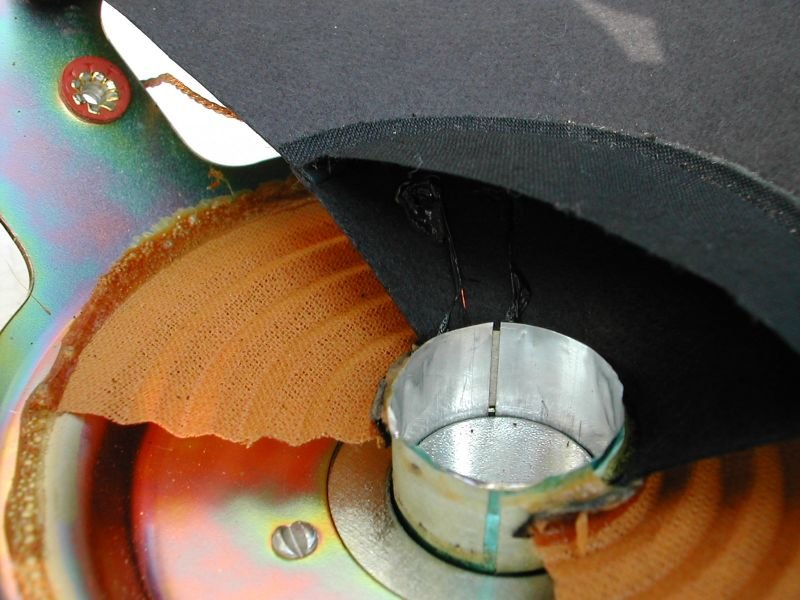
Secțiune printr-un difuzor electrodinamic: Se pot vedea bobina, membrana, suspensia (sau fluture) și cadrul metalic al difuzorului

În acest sistem găsim două tipuri constructive : cu magnet permanent și cu electromagnet sau cu excitație (necesită un montaj care să asigure o tensiune de c.c. pentru bobina electromagnetului).
Constructiv sunt asemănătoare. Magnetul permanent sau electromagnetul dezvoltă un câmp magnetic circular în care se montează o bobină legată rigid de o membrană fixată în parte de sus a carcasei metalice, iar la nivelul legăturii cu bobina de un element numit fluture, care stopează ieșire completă din câmp a bobinei.
Curentul electric de audiofrecvență care trece prin bobină, creează în jurul acesteia un câmp magnetic alternativ care prin interacțiune cu câmpul magnetic permanent al magnetului sau electromagnetului produce o forță ce deplasează bobina pe verticală.
Acest tip de difuzor se caracterizează printr-o caracteristică de frecvență bună și largă și o gamă largă a puterilor radiate. Puterea lor este de la câteva fracțiuni de watt și zeci și sute de wați.
Difuzoarele se montează în cutii de rezonanță, numite și incinte sau boxe. Au forma cubică sau paralelipipedică și sunt făcute de regulă din lemn sau plastic. Design-ul și materialele incintei improvizează semnificativ calitatea sunetului.
Unde este necesară reproducerea de înaltă fidelitate a sunetelor, sunt montate multiple difuzoare în aceeași incintă, fiecare reproducând o anumită parte a spectrului de frecvență audibil de oameni. Astfel, difuzoarele pentru sunete inalte se numesc tweetere, cele pentru medii se numesc difuzoare mid-bas, iar cele pentru sunete grave se numesc woofere

## Sistemul piezoelectric
Principiul de funcționare: pe armăturile elementului piezoelectric se aplică tensiunea alternativă de audiofrecvență. Elementul începe să oscileze mecanic în aceeași frecvență. Oscilațiile sunt transmise membranei fixate rigid de elementul piezoelectric, care produce vibrații sonore. Acest tip de difuzoare se pretează pentru redarea frecvențelor audio superioare peste 8000 Hz. Puterea lor este oarecum limitată de rezistența mecanică a elementului piezoelectric.

## Sistemul electrostatic

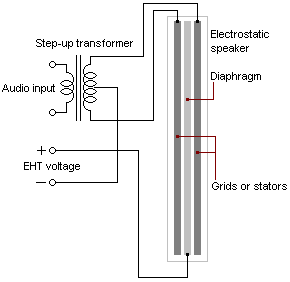
Schema unui difuzor electrostatic

Acest tip de difuzor se poate compara cu un condensator. Este constructiv compus dintr-un electrod fix și un electrod mobil (se pot numi fiecare și armătură). Sunt confecționați dintr-o peliculă dielectrică foarte subțire, metalizată pe una din părți. Între cei doi electrozi se aplică o tensiune continuă care creează câmpul electric inițial. La aplicarea tensiunii alternative de audiofrecvență, armătura mobilă va vibra, producând sunete.
Calitatea redării în domeniul frecvențelor înalte este mult mai bună față de sistemul electrodinamic, ajungând să redea sunete până la 20 kHz.
Pentru o bună sonorizare difuzorul trebuie montat într-un sistem acustic.
Pentru a obține o deplasare liniară a armăturii mobile (în funcție de tensiunea aplicată) se pot folosi doi electrozi ficși în loc de unul singur, ca în figura alăturată. În acest caz, pentru a putea emite sunete efectiv, electrozii fixi trebuie să fie niște plăci perforate sau grile de sârmă.

## Frecvența proprie
Frecvența proprie a unui difuzor este cea mai joasă frecvență pe care acesta poate să o reproducă. Ea este cu atât mai mică cu cât suprafața membranei este mai mare si cu cât este mai mare amplitudinea (ondulația) ei (a membranei). 